# Versailles (musikgrupp)
Versailles är en japansk metalgrupp som bildades 2007. Bandet består av Kamijo (sång) (känd från Lareine och New Sodmy), Hizaki (Sulfuric Acid)(gitarr), Teru (gitarr), Masashi (bas) och Yuki (trummor). Bandet fokuserar på det visuella (visual kei) i kombination med musik som kan beskrivas som symfonisk power metal eller speed metal (jämför med symphonic metal). I slutet av 2007 släpptes Versailles första EP Lyrical Sympathy i Sverige.

## Historik
I mars år 2007 skapades Versailles av Kamijo (Lareine), Hizaki (Sulfuric Acid) och Jasmine You (Jyakura). Senare gick Teru (Aikaryu) och Yuki (Sugar Trip) med i bandet sedan de blivit rekommenderade av "Rock May Kan", en mötesplats i Tokyo.
Kamijo och Hizaki skapade Versailles-konceptet på hösten år 2006 och tillbringade därefter sex månader med att hitta lämpliga medlemmar för att uttrycka det. Deras koncept är "Absolut Youshikibi (様式美)(formskönhet)-ljud och estetiska extremer".
I mars år 2007 tillkännagavs detaljerna kring bandet. De släppte reklammaterial via internet, skapade en Myspace-sida på engelska och har gjort flera intervjuer med utländsk press.
Versailles gjorde sitt första framträdande den 23 juni, tätt följt av den första spelningen den 24:e. På dessa datum släppte de också sin första singel och DVD-singel, "The Revenant Choir".
Den 31 oktober skrev bandet kontrakt med det tyska skivbolaget CLJ Records och släppte sitt första album, "Lyrical Sympathy", både i Japan och i Europa. Sången "The Love from a Dead Orchestra" förekom också på samlingsalbumet "Tokyo Rock City" som släpptes av Sony BMG i Tyskland den 9 november.
Under mars och april 2008 genomförde Versailles tillsammans med det nystartade bandet Matenrou Opera (摩天楼オペラ) en Europaturné där den första konserten ägde rum i Sverige, på Klubben/Fryshuset i Stockholm den 30 mars. Under denna turné såldes den singel med strikt begränsad upplaga vars titel är "A Noble was Born in Chaos". 
Versailles gjorde under maj och juni sin debut i Amerika med konserter på Project A-Kon i Dallas, Texas den 30 maj och på The Knitting Factory i Los Angeles, Kalifornien den 3 juni. I Jasmine Yous och Terus bloggar meddelades att konserten på Project A-Kon drog över 3 000 personer, och att konserten på The Knitting Factory var helt slutsåld.
Den 9 juli 2008 släppte Versailles sitt första fullängdsalbum, Noble.
Den 9 augusti 2009 avled Jasmine You medan han hade tagit en paus från bandet.

## Medverkande
Nuvarande medlemmar
- Yuki – trummor (2007–2012, 2015– )
- Hizaki (Masaya Kawamura) – gitarr  (2007–2012, 2015– )
- Teru – gitarr (2007–2012, 2015– )
- Kamijo (Yūji Kamijō (上城 祐之) – sång (2007–2012, 2015– )
- Masashi (Miwa Masashi, 三輪昌史) – basgitarr  (2010–2012, 2015– )

Man brukade säga att Masashi är den sjätte medlemmen, eftersom Jasmine You fortfarande räknas som en medlem i gruppen.
Tidigare medlemmar
- Jasmine You (Yuuichi Kageyama) – basgitarr (2007–2009, död 9 augusti 2009. Räknas trots dödsfall som bandets "Eviga medlem")

Turnerande medlemmar
- Masashi – basgitarr (2009–2010)
- Yo (燿) – basgitarr (2009)

## Diskografi
Studioalbum
- Noble (2008)
- Jubilee (2010)
- Holy Grail (2011)[1]
- Versailles (2012)

EP
- Lyrical Sympathy (31 oktober 2007) (Sherow Artist Society)
- Lineage ~Bara no matsuei~ (2017)

Singlar
- "The Revenant Choir" (23 juni 2007) (Sherow)
- "A Noble was Born in Chaos "(endast såld vid konserter, 19 mars 2008) (Sherow)
- "Prince" (13 september 2008)
- "Prince & Princess" (10 december 2008) (Sherow)
- "Ascendead Master" (24 juni 2009) (Warner Japan)
- "Philia" (16 mars 2011) (Warner Japan)
- "Rhapsody of the Darkness" (2012)
- "Rose" (2012)
- "Vogue" (2023)

Samlingsalbum
- Tokyo Rock City (9 november 2007) (Sony BMG)
- Cross Gate 2008 -Chaotic Sorrow- (Januari 2008) (Sherow/Under Code)
- Anthologie: Best Album 2009-2012 (2013)
- The Greatest Hits 2007 - 2016 (2016)